# Dayton Dutch Lions FC
Dayton Dutch Lions FC is een Amerikaanse voetbalclub uit regio Dayton in Ohio. Het eerste elftal komt anno 2015 uit in de USL Premier Development League. De clubkleuren zijn oranje, blauw en wit.
Het voetbalinstituut werd in 2009 hoofdzakelijk opgericht om, volgens de Nederlandse grondslag, op breed regionaal vlak jonge voetballers te ontwikkelen en te begeleiden.

## Geschiedenis
Dayton Dutch Lions FC werd in 2009 opgericht als een joint venture tussen de bedrijven van de voormalige Nederlandse profvoetballers Erik Tammer (Tammer Sportmanagement) en Mike Mossel (Business and Sports Performance) en FinFac Beheer. De oprichters willen voornamelijk een voetbalinstituut opzetten, om lokaal talent te ontwikkelen en te begeleiden, geheel volgens de Nederlandse voetbalfilosofie. De clubnaam verwijst naar deze Nederlandse connectie.
Het initiatief kon op steun rekenen van FC Twente, waarna de club zich verder ontwikkelde. De club speelde in 2010 in de USL Premier Development League. In het beginjaar werden al gauw verschillende Nederlandse voetballers aangetrokken voor DDL FC, om de Nederlandse speelwijze te kunnen uitdragen in de Verenigde Staten. Sonny Silooy werd de eerste coach van de Lions. Hij werd geassisteerd door Jack Hermans. De thuishaven van de club was het Miami Valley South stadion in Bellbrook.
Op 30 april opende Dayton Dutch Lions FC het seizoen 2010 met een wedstrijd tegen Global United FC, een gelegenheidsteam bestaande uit voormalige topvoetballers zoals Fernando Couto, Zinho, Sunday Oliseh en Paul Bosvelt. De Leeuwen wonnen 4-2.
Na vier wedstrijden in het seizoen stond de club op de eerste plaats waardoor de Lions zich plaatsten voor de Lamar Hunt U.S. Open Cup. In 2011 kwam de club uit in de USL Pro en werd Ivar van Dinteren de trainer. Dat jaar begon ook een damesteam in de W-League. In 2012 startte in Houston, Texas het tweede filiaal de Texas Dutch Lions FC dat in de USL Premier Development League uitkwam. In 2013 werd Patrick Bal hoofdtrainer en het Beavercreek High School Stadium in Beavercreek werd de thuishaven.
In 2014 werd hoofdtrainer Patrick Bal vervangen door Sid van Druenen, ging de club een samenwerking aan met MLS-team Columbus Crew en werd het Dayton Outpatient Center Stadium in West Carrollton de thuishaven. Voor het seizoen 2015 keerde de club terug naar de USL Premier Development League.

### Seizoenen overzicht
| Seizoen | Divisie | Competitie                     | Eindstand                                   | Playoffs            | Open Cup | Gem. toeschouwers |
| ------- | ------- | ------------------------------ | ------------------------------------------- | ------------------- | -------- | ----------------- |
| 2010    | 4       | USL Premier Development League | 3de Great Lakes divisie                     | Niet gekwalificeerd | R1       | 1274              |
| 2011    | 3       | USL Pro                        | 6de National divisie, 12de eindstand        | Niet gekwalificeerd | R1       | 560               |
| 2012    | 3       | USL Pro                        | 9de                                         | Niet gekwalificeerd | 1/4      | 716               |
| 2013    | 3       | USL Pro                        | 8de                                         | 1/4                 | R3       | 699               |
| 2014    | 3       | USL Pro                        | 14e                                         | Niet gekwalificeerd | R3       | 533               |
| 2015    | 4       | USL Premier Development League | 5de Great Lakes divisie, Central Conference | Niet gekwalificeerd | —        |                   |

## Bekende (oud-)spelers
- Geert den Ouden
- Nixon Dias
- Ivar van Dinteren
- Matheus Diovany
- Oscar Moens
- Bas Ent
- Nixon Dias
- Hans van de Haar
- Bruce Godvliet
- Johan Wigger
- Joël Silooy
- Jesper Leerdam
- Mettin Copier
- Marvin van der Pluijm
- Luciën Seymour
- Gerrit Jan Bartels
- Ruben van de Water
- Julius Wille
- Jesjua Angoy-Cruyff
- Patrick Philippart

## Bekende (oud-)trainers
- Hans van Arum

## Dames
| Seizoen | Divisie | Competitie | Eindstand                                     | Playoffs            | Trainer          |
| ------- | ------- | ---------- | --------------------------------------------- | ------------------- | ---------------- |
| 2011    | 2       | W-League   | 3de Eastern Conference, Atlantic divisie      | Niet gekwalificeerd | Mark Batman      |
| 2012    | 2       | W-League   | 5de Eastern Conference, Atlantic divisie      | Niet gekwalificeerd | Fernando Derveld |
| 2013    | 2       | W-League   | 1e Southeastern Conference, Atlantic divisie  | Conference Final    | Sid van Druenen  |
| 2014    | 2       | W-League   | 4de Southeastern Conference, Atlantic divisie | Niet gekwalificeerd | Gavin MacLeod    |
| 2015    | 2       | W-League   | 3de Southeastern Conference, Atlantic divisie | Niet gekwalificeerd | Gavin MacLeod    |